# Jimmy Wallington
James "Jimmy" Wallington (15 de septiembre de 1907 – 22 de diciembre de 1972) fue un locutor y presentador de radio de nacionalidad estadounidense.

## Biografía
Nacido en Rochester, Nueva York, sus padres eran Lewis Eugene Wallington, de Ontario, Canadá, y Jane Whaley. Tras hacer unos pocos papeles cinematográficos en Hollywood, en los años 1940 y 1950 fue locutor en varios programas radiofónicos de gran popularidad.
Entre los programas en los que participó figuran Texaco Star Theater, con Fred Allen (1941–44), y Texaco Town, con Eddie Cantor. Como ocurría con la mayor parte de los locutores, Wallington anunciaba a la estrella del show, y después leía los anuncios comerciales de los patrocinadores. Además, a menudo él tenía algunas intervenciones cómicas. Cuando los shows radiofónicos pasaron a la televisión en los años 1950, él trabajó como locutor en el nuevo medio.
En la televisión, Wallington llegó a ser una estrella en California haciendo anuncios para Life Insurance y otras empresas. Él acabó su carrera profesional en la radio como locutor de Voz de América en el servicio Worldwide English.
Wallington se casó cuatro veces. Su primera esposa fue Stanislawa Butkiewicz, con la que se casó en 1929, divorciándose ambos en Reno (Nevada), el 10 de julio de 1934. Su segunda mujer fue Anita Fuhrmann. Se casaron el 18 de agosto de 1934 en Newark (Nueva Jersey). Anita era una de las componentes originales de las Radio City Rockettes. Ella falleció el 7 de mayo de 1935 en Brooklyn, Nueva York. Su tercera esposa fue Betty Jane Cooper, con la que se casó el 12 de agosto de 1936 en Grosse Pointe (Míchigan). Su cuarta mujer fue Erna Gilsow.
Jimmy Wallington falleció en el Condado de Arlington, Virginia, en 1972.
Por su trabajo radiofónico, a Wallington se le concedió una estrella en el Paseo de la Fama de Hollywood, en el 6660 de Hollywood Boulevard.

## Radio
- En agosto de 1934 hizo una gira con las Three X Sisters, Mary Small, y otros artistas, como presentador de radio de la NBC en el evento musical Steel Pier.
- The Alan Young Show[3]
- The Big Show (1950–1951)[4]
- The Life of Riley (1949–1951)
- Screen Director's Playhouse (1949–1951)
- Stranger Than Fiction (1934–1939)
- The Fred Allen Show (1940s)[1]
- The Martin and Lewis Show (1949–51)[1]

## Filmografía

### Cine
- Joe Palooka in Triple Cross (1951)[5]
- Hollywood Stadium Mystery (1938)[5]
- Start Cheering (1938)[5]

### Televisión
- Panic (1958, 1 episodio)
- The Ed Sullivan Show (1955, 1 episodio)
- This Is Your Life (1954, 1 episodio)
- The Colgate Comedy Hour (1951–1953)[6]